# NetWare
NetWare — сетевая операционная система и набор сетевых протоколов, которые используются в этой системе для взаимодействия с компьютерами-клиентами, подключёнными к сети. Операционная система NetWare создана компанией Novell. NetWare является закрытой операционной системой, использующей кооперативную многозадачность для выполнения различных служб на компьютерах с архитектурой Intel x86. В основе сетевых протоколов системы лежит стек протоколов Xerox Network Systems (XNS). В настоящее время NetWare поддерживает протоколы TCP/IP и IPX/SPX. NetWare является одним из семейств XNS-систем. К таким системам, например, относятся Banyan VINES и Ungerman-Bass Net/One. В отличие от этих продуктов и XNS, система NetWare заняла существенную долю рынка в начале 1990-х и выдержала конкуренцию с Microsoft Windows NT, после выпуска которой прекратили своё существование другие, конкурирующие с ней, системы. Существовал также NetWare для OS/2-компьютеров, созданными IBM.
В основе NetWare лежит концепция одного или несколько выделенных серверов, подключённых к сети и предоставляющих для совместного использования своё дисковое пространство в виде «томов». На компьютерах-клиентах с операционной системой MS-DOS запускается несколько специальных резидентных программ, которые позволяют «назначать» буквы дисков на тома. Пользователям необходимо зарегистрироваться в сети, чтобы получить доступ к томам и иметь возможность назначать буквы дисков. Доступ к сетевым ресурсам определяется именем регистрации.
Пользователи могут также подключаться к совместно используемым принтерам на выделенном сервере и выполнять печать на сетевых принтерах так же, как и на локальных.

## История
Система NetWare была создана в результате работы SuperSet Software — консалтинговой группы, основанной друзьями Дрю Мэйджером, Дэйлом Найбауэром, Кайлом Пауэллом и позднее вошедшим в эту группу Марком Хёрстом. В основу этой работы были положены результаты их занятий в университете Бригама Янга в городе Прово, штат Юта в октябре 1981 года.
В 1983 году Рэймонд Ноорда присоединился к работе группы SuperSet. Первоначально перед группой стояла задача создания системы CP/M-совместного использования дисков для сетей на основе оборудования CP/M, которое в то время продавала компания Novell. Внутри группы сложилось убеждение, что CP/M является обречённой на неуспех платформой, и в результате было предложено альтернативное решение для только что выпущенных PC-совместимых ПК. Группой также было написано приложение Snipes — работающая в текстовом режиме игра, которую они использовали для тестирования новой сети и демонстрации её возможностей. Snipes был первым сетевым приложением для IBM PC и фактически являлся предшественником многих популярных многопользовательских игр, таких как Doom и Quake.
Эта сетевая операционная система позже была названа Novell NetWare. В NetWare используется протокол NCP (англ. NetWare Core Protocol — протокол ядра NetWare), который является протоколом передачи пакетов, позволяющим клиентам передавать запросы на серверы NetWare и получать от них ответы. Первоначально NCP был привязан к протоколам IPX/SPX, то есть система NetWare сама по себе могла использовать для взаимодействия в сети только IPX/SPX. Для хранения информации аутентификации использовалась встроенная система на основе СУБД Btrieve.
Первый программный продукт с именем NetWare 68 (или Novell S-Net) был выпущен в 1983 году для архитектуры Motorola 68000 и использовал топологию «звезда». Этот продукт был заменён в 1985 году на NetWare 86, который был написан для работы на процессорах Intel 8086. После выпуска процессора Intel 80286 компания Novell выпустила NetWare 286 (в 1986 году). В 1989 году, после выпуска процессора Intel 80386, последовала NetWare 386. Позже Novell пересмотрела нумерацию версий NetWare: NetWare 286 стала NetWare 2.x, а NetWare 386 стала NetWare 3.x.

### NetWare 286 2.x
Настройка NetWare версии 2 требовала значительных усилий: для любого изменения было необходимо перекомпилировать ядро и перезагружать систему. ОС поставлялась в виде набора объектных модулей. Перекомпиляция для замены драйвера ЛВС требовали поочерёдного использования 20 дискет. Тем не менее именно в этой версии произошла изоляция ядра сетевой операционной системы от технологии — архитектуры коммуникаций. Конкурирующие с NetWare продукты представляли собой «коробочные» решения, сочетавшие программное и аппаратное обеспечение в едином комплексе. Администрирование NetWare выполнялось с помощью текстовых утилит, например SYSCON. В NetWare 2 использовалась файловая система NetWare File System 286, или NWFS 286.

### NetWare 3.x
NetWare версии 3 была упрощена за счёт построения по модульному принципу. Функции операционной системы выполнялись отдельными программными модулями — «загружаемыми модулями NetWare» (NLM), которые могли быть загружены как при запуске системы, так и по мере необходимости после запуска. Такая архитектура позволила добавлять необходимые функции в систему, такие как антивирусную защиту, резервное копирование, поддержку длинных имён файлов (в то время имена файлов в распространённой MS-DOS ограничены 8 символами имени и 3 символами расширения имени) или поддержку файлов Macintosh. Управление NetWare по-прежнему предлагалось выполнять с помощью текстовых утилит. В NetWare 3.x появилась новая файловая система, которая использовалась по умолчанию во всех системах NetWare до NetWare 5.x, — Netware File System 386, или NWFS 386.
Первоначально в NetWare для аутентификации использовалась служба Bindery. Это была система, в которой все данные о правах доступа пользователей и данные системы защиты хранились отдельно на каждом сервере. Когда в сети было несколько серверов, пользователям нужно было регистрироваться в каждом из этих серверов отдельно, а каждый сервер должен был содержать свой список пользователей с правами доступа.

### NetWare 4.x
Версия 4 в 1993 году представила службу каталогов Novell (NDS) — служба Bindery была заменена службой глобального каталога, в котором описывалась вся сетевая инфраструктура и который управлялся из одной точки. Это означало, что пользователю достаточно было аутентифицироваться в NDS один раз, чтобы получить доступ к ресурсам любого сервера в структуре дерева каталога. Таким образом пользователи могли получить доступ к сетевым ресурсам вне зависимости от того, на каком именно сервере эти ресурсы располагались. В версии 4 также появился ряд полезных компонентов и утилит, такие как служба распределённой печати Novell (NDPS), поддержка Java и асимметричное шифрование RSA.

### NetWare 4.1x
В NetWare 4.11 (intraNetWare, выпуск в 1996 году) вошёл ряд улучшений, позволивших упростить установку операционной системы и её управление, а также сделать её более быстрой и стабильной. С этой версией поставлялся также первый полностью 32-разрядный клиент для рабочих станций Microsoft Windows и утилита NetWare Administrator (NWADMIN или NWADMN32) — графическая утилита администрирования NetWare. В то время компания Novell всё ещё сохраняла привязку своей системы к стеку протоколов IPX/SPX, так как протокол NCP поддерживался только с этим стеком. Однако благодаря увеличению популярности TCP/IP в NetWare 4.11 был включён ряд компонентов и утилит, которые позволяли создавать интрасети и подключать локальные сети к Интернету. В рамках концепции Защищенная интеграция с операционной системой поставлялись средства для подключения рабочих станций (NIAS, Novell Internet Acces Server) IPX к сетям IP, — шлюз IPX/IP. Компания Novell в первый раз включила в поставку веб-сервер, который позволял организовать веб-сайты на базе серверов NetWare. В этой версии также началась интеграция Интернет-технологий, например путём реализации протоколов DHCP и DNS на платформе NetWare. NetWare 4.11 послужила полигоном для новой системы печати по протоколу TCP/IP — NDPS — Novell Distributed Print Services, созданного на основе протокола LPR/LPD.
В это же время компания Novell интенсифицировала работы по интеграции своих продуктов со службой каталогов NDS. Почтовая система GroupWise была интегрирована с NDS, и компания Novell выпустила ряд других продуктов с поддержкой каталога: ZENworks, BorderManager, Novell Modular Authentication Services и другие.

### NetWare 5.x
С выпуском в октябре 1998 года NetWare 5, компания Novell признала решающую роль Интернета и сделала основной для протокола NCP поддержку стека TCP/IP, а не IPX/SPX. Стек протоколов IPX/SPX поддерживался, но роль основного стека стал играть TCP/IP. Большинство утилит Novell и продуктов других компаний надо было переписывать для работы с TCP/IP, а не с IPX/SPX. С NetWare 5 поставлялась первая версия графической Java-консоли администрирования — ConsoleOne, которую предполагалось использовать вместе с утилитами NWAdmin.
Большим изменениям подверглось ядро системы. Novell отошла от кооперативной многозадачности, и NetWare 5.x стала одной из первых операционных систем, предложивших запуск сомнительных приложений в защищенном адресном пространстве, ставшем в настоящее время стандартом.
Продукт NetWare 5 был выпущен во время уменьшения доли рынка NetWare из-за растущей популярности Windows NT. Последней версией NetWare 5 стала версия 5.1, представленная в январе 2000 года. В продукт NetWare 5.x было включено множество новых компонентов, включая поддержку SAN и кластеров, новой файловой системы NSS (Novell Storage Services), заменившей традиционную файловую систему NWFS, служба сертификатов, IBM WebSphere, службы мультимедиа, службы поиска на веб-ресурсах, Oracle 8, Novell SQL, служба инфраструктуры открытых ключей (PKI) и другие.

### NetWare 6.x
Основное отличие NetWare 6 от предшественницы связано изменением концепции продукта: было принято решение адаптировать в ядро NetWare большой объём POSIX-совместимых функций для возможности портирования на платформу популярных UNIX-программ, например веб-сервера Apache, SQL-сервера MySQL, PHP, ssh и других приложений. С выпуском в октябре 2001 года NetWare 6 изменения были продолжены: была добавлена улучшенная поддержка симметричной многопроцессорной обработки (SMP), iFolder (синхронизация файлов локальной папки с сервером и предоставления защищённого доступа к ним в локальной сети и через Интернет), iManager (веб-утилита администрирования NetWare и других продуктов), Native File Access Pack (NFAP — компонент, предоставляющий доступ к ресурсам сервера NetWare клиентам Windows, Macintosh и UNIX-подобных систем по протоколам соответствующих сетей), NetDrive (утилита, позволяющая назначать буквы дисков на HTTP- и FTP-ресурсы, а также на серверы iFolder), а также веб-сервер по умолчанию был заменён с Netscape Enterprise Server на Apache. Также база данных Btrieve (использовавшаяся в предыдущих версиях NetWare) была заменена на Pervasive PSQL, представляющего собой развитие того же Btrieve.

### Open Enterprise Server

#### OES 1.0
После версии NetWare 6.5 компания Novell выпустила в 2003 году операционную систему Open Enterprise Server (OES), в которой пользователи могут выбирать ядро операционной системы — NetWare или SUSE Linux Enterprise Server. Эта интеграция была выполнена вскоре после приобретения компанией Novell компаний Ximian и немецкого поставщика GNU/Linux компании SuSE. Тем самым Novell сместила акцент с разработки собственного ядра NetWare на использование ядра и окружения Linux. 7 марта 2010 года Novell официально прекратила основную поддержку NetWare, предложив клиентам перейти на OES Linux.

#### OES 2.0
OES 2.0 был выпущен 8 октября 2007 года. Он включил в себя NetWare 6.5 SP7 и новую, основанную на Linux — SLES 10 SP1.

#### OES 11
- OES 11, основанный на SLES 11 SP1 (только 64 бит), был выпущен 13 декабря 2011. Это первый выпуск OES, доступный только в 64-битной (x86_64) редакции.